# Gertrud Baltzer
Gertrud Baltzer (* 25. Mai 1900 in Rheydt; † 4. September 1993 in Mönchengladbach) war eine deutsche Krankenschwester und Oberin der DRK-Schwesternschaft Maingau.
Gertrud Baltzer wurde am 25. Mai 1900 in Rheydt geboren, ihre Ausbildung zur Krankenschwester absolvierte sie im Rotkreuzmutterhaus Märkisches Haus für Krankenpflege in Berlin. Dort arbeitete sie anschließend als Stationsschwester. Nach einer Fortbildung zur Vorbereitung auf leitende Funktionen wechselte sie als Oberschwester an die Charité. Gemeinsam mit Gerda von Freyhold arbeitete sie an der Neugründung der Brandenburgischen DRK-Schwesternschaft, die mit Beginn des Nationalsozialismus die bürgerliche Charité-Schwesternschaft von 1907 ablöste. 1939 wurde sie dem mobilen Wehrmachts-Sanitätsdienst zugeteilt und als erste Krankenschwester zur Feldoberin ernannt, die allen Schwestern im Sanitätsdienst vorstand.
1941 wechselte sie als Oberin zur DRK-Schwesternschaft Maingau. Gleichzeitig wurde sie damit auch Pflegedienstleitung des dazugehörenden Krankenhauses in Frankfurt am Main. Ihr Einsatz beim Wiederaufbau des stark zerstörten Krankenhauses und der Schwesternunterkünfte führte zu ihrer Auszeichnung mit der Florence-Nightingale-Medaille im Jahr 1965. Sie starb am 4. September 1993 in Mönchengladbach.